# André Baxter
Pour les articles homonymes, voir Baxter.
André Baxter est un philosophe écossais né en 1687 et décédé en 1750. Il a publié des Recherches sur la nature de l'âme, 1737.